# Can't Hold Us Down
„Can't Hold Us Down”  este un cântec lansat de interpreta americană Christina Aguilera împreună cu rapperul Lil' Kim. Face parte din cel de-al patrulea album de studio al Christinei, Stripped (2002).